# Назаркахризи
Назаркахризи (перс. نظركهريزئ‎) — город в Иране, Западный Азербайджан. По данным переписи 2006 года, население города составляло 1 181 человек.